# Klaffer am Hochficht
Klaffer am Hochficht település Ausztriában, Felső-Ausztria tartományban, a Rohrbachi járásban. , területe 28 km².

## Fekvése
Tengerszint feletti magassága 638 méter. Klaffer am Hochficht Ulrichsberg, Schwarzenberg am Böhmerwald, Nová Pec és Horní Planá településekkel határos.

## Népesség
Lakosainak száma 1311 fő (2018. január 1.).